# Heike Roesner
Heike Roesner (* 18. März 1959 in Düsseldorf-Kaiserswerth; gebürtig Rittendorf) ist eine deutsche Musikerin, Malerin und bildende Künstlerin. Den Schwerpunkt ihrer Arbeit bilden Skulpturen und Objekte aus Papiermaché. Sie lebt und arbeitet in Güstrow.

## Leben
Heike Roesner ist die Tochter eines Hotelierehepaars aus Düsseldorf-Kaiserswerth. Ihr Großvater mütterlicherseits, Johann Weyer, war Papiermacher und Besitzer einer Papierfabrik in Einbrungen. Nach dem Abitur 1977 am Suitbertus-Gymnasium in Düsseldorf-Kaiserswerth besuchte sie ein Dolmetscherinstitut und schloss die Ausbildung 1979 als Übersetzerin für Englisch ab. Sie arbeitete als Fremdsprachensekretärin bei einer amerikanischen Wirtschaftsprüfungsgesellschaft in Düsseldorf, bis sie von 1980 bis 1985 an der Gesamthochschule Duisburg (heute Universität Duisburg-Essen) Kunst, Musik und Französisch mit dem Ziel Lehramt studierte. In dieser Zeit arbeitete sie bereits künstlerisch und zeigte ihre Werke in ersten kleineren Ausstellungen. Von 1985 bis 1988 arbeitete sie als PR-Assistentin in Düsseldorf und unternahm eine Kunstexkursion nach New York. 1988 zog sie nach Berlin, wo sie mit anderen Künstlern ein Kunst- und Musikprojekt gründete. 1990 hatte sie ihr erstes Atelier als Malerin und wirkte als Sängerin und Saxophonistin in verschiedenen Berliner Bands mit. Von 1992 bis 1994 baute sie eine PR-Agentur in Bonn-Bad Godesberg mit auf. 1994 kehrte sie nach Berlin zurück und betrieb zusammen mit einer Freundin die Künstlerinnen-Agentur New Sister’s Act. Von 1995 bis 1999 widmete sie sich vornehmlich der Musik. Sie initiierte einen Chor und ein Gesangsquartett für Improvisationsgesang und unterrichtete als „Dozentin für ungewöhnlichen Gesang“ an der Musikschule Wedding. 1997 entdeckte sie für sich das Material Papier für Collagen und die Papierkasché-Technik als künstlerisches Gestaltungsmittel.
Im Jahr 2000 mietete sie ein Atelier am Prenzlauer Berg in Berlin. Von 2001 bis 2005 führte sie einen Laden mit Galerie und Atelier in Berlin-Schöneberg, die Roesnerei. Im Oktober 2005 trennte sie sich davon, um frei in Berlin und in Kühlungsborn arbeiten zu können. Von 2003 bis 2010 war sie außerdem als Assistentin des estnischen zeitgenössischen Komponisten Arvo Pärt tätig. Seit 2011 ist sie Mitglied der Jury des Bundesverbandes für Kunsthandwerk und Design.
Seit Anfang 2018 lebt Heike Roesner in Güstrow, wo sie im November 2021 in der Hageböcker Straße ihr Ladenatelier eröffnete. Daneben betreibt sie das Gesangsprojekt Schwirrstimmengeklirr.
Heike Roesner sammelt mit Leidenschaft Papier und „malt“, wie sie sagt, mit diesem Material. „Mit alten und neuen, mit gebrauchten und ungebrauchten, edlen und banalen, merkwürdigen und alltäglichen Papieren. Schicht um Schicht entstehen collageartige Farbflächen“. Ihre Skulpturen und Objekte seien „farbige, aber dennoch einfache Dinge, die man benutzen oder anschauen kann, und die manchmal eine Geschichte erzählen“.

## Ausstellungen

### Einzelausstellungen
- Heike Roesner – Geschichten aus Papier, Galerie Möller, Warnemünde (2017)
- Tischgesellschaften von Heike Roesner, Genusswandel, Berlin (2017)
- Geschichten aus der ROESNEREI, Galerie Wendelinskapelle, Marbach a. Neckar (2014)
- Heike Roesner – Geschichten aus Papier, Neue Greifengalerie, Greifswald (2010)
- PapierFormen, Galerie Möller, Rostock-Warnemünde (2009)
- Collagiert phantasiert – Papierkreationen von Heike Roesner, Galerie „Kunstreich“ am Pergamonmuseum, Berlin (2008)
- Figuren und Objekte, Galerie und Kunstverein „Roter Pavillon“, Bad Doberan (2006)
- Die zweite Haut – Farbwelten aus Papier, Galerie „Kunstreich“ am Pergamonmuseum, Berlin (2006)

### Gemeinschaftsausstellungen
(Auswahl)
- Papierkunst, Handwerksform Hannover (2018)
- Christmas Edition, Handwerksform Hannover (2017)
- Farbe in Form, Galerie CraftKontor, Bad Godesberg (2016)
- Kleine Formate, Galerie Sperl, Potsdam (2015)
- Nur Löffel, Handwerksform Hannover (2014)
- Menschenbilder, 10 Künstlerpositionen, Galerie Angelika Blaeser, Düsseldorf (2013)
- Cologne Paper Art (vertreten durch Galerie Sophien-Edition, Berlin) (2012)
- Grassi-Messe 2011, Grassimuseum Leipzig (2011)
- 20 Jahre Galerie Sophien-Edition, Jubiläumsausstellung mit Künstlern der Galerie, Galerie Sophien-Edition, Berlin (2011)
- Querbeet, Sommerausstellung mit Künstlern der Galerie, Galerie Angelika Blaeser, Düsseldorf (2011)
- Heiter bis hintergründig, Malerei und Papierskulpturen, Galerie Sophien Edition, Berlin (2011)
- Malerei anders – Heike Roesner und Petra Bittl, Galerie kontrapunkte Köln (2009)
- Sonderschau "Re-Use. Materialien in Verwandlung", Museum für Kunst und Gewerbe Hamburg (2009)
- Künstlerisches Spielzeug – spielerische Kunst", Galerie Handwerk, München (2009)
- 14. Kunstausstellung Natur – Mensch, Nationalpark Harz (2008)
- Grassi-Messe 2008, Grassimuseum Leipzig (2008)
- RE-ART-ONe, Dubai (2008)
- Die Handtasche im Museum von Zons (Dormagen) (2006)
- Träume weiter..., Collagen/Figürliches und Skurriles, Galerie Möller, Warnemünde (2006)
- Aus Papier, Handwerksform Hannover (2006)
- RE-ART-ONe, Parallelausstellung im Umweltbundesamt Berlin und Dessau (2005)
- Form und Design, Schloss Landestrost, Neustadt am Rübenberge (2006)
- RE-ART-ONe im Rahmen des World Environment Day 2005 der Vereinten Nationen in der City Hall San Francisco USA (2005)